# Collegio uninominale Veneto - 03 (2020)
Il collegio elettorale uninominale Veneto - 03 è un collegio elettorale uninominale della Repubblica Italiana per l'elezione del Senato della Repubblica.

## Territorio
Come previsto dalla legge n. 51 del 27 maggio 2019, il collegio è stato definito tramite decreto legislativo all'interno della circoscrizione Veneto.
È formato dal territorio dell'intera provincia di Padova (102 comuni).
Il collegio è parte del collegio plurinominale Veneto - 02.

## Eletti
| Elezione | Elezione | Senatore           | Partito      |
| -------- | -------- | ------------------ | ------------ |
|          | 2022     | Anna Maria Bernini | Forza Italia |

## Dati elettorali

### XIX legislatura
Come previsto dalla legge elettorale, 74 senatori sono eletti con sistema a maggioranza relativa in altrettanti collegi uninominali a turno unico.
| Candidati                                 | Candidati                    | Voti    | %     | Liste                                 | Voti    | %     |
| ----------------------------------------- | ---------------------------- | ------- | ----- | ------------------------------------- | ------- | ----- |
|                                           | Anna Maria Bernini ✔️ Eletto | 272 010 | 54,65 | Fratelli d'Italia                     | 159 011 | 31,95 |
| Lega per Salvini Premier                  | Anna Maria Bernini ✔️ Eletto | 272 010 | 54,65 | 66 233                                | 13,31   |       |
| Forza Italia                              | Anna Maria Bernini ✔️ Eletto | 272 010 | 54,65 | 34 911                                | 7,01    |       |
| Noi moderati/Lupi - Toti - Brugnaro - UDC | Anna Maria Bernini ✔️ Eletto | 272 010 | 54,65 | 11 855                                | 2,38    |       |
|                                           | Emanuele Alecci              | 121 053 | 24,32 | Partito Democratico-IDP               | 86 137  | 17,31 |
| Alleanza Verdi e Sinistra                 | Emanuele Alecci              | 121 053 | 24,32 | 16 976                                | 3,41    |       |
| +Europa                                   | Emanuele Alecci              | 121 053 | 24,32 | 16 336                                | 3,28    |       |
| Impegno Civico - Centro Democratico       | Emanuele Alecci              | 121 053 | 24,32 | 1 604                                 | 0,32    |       |
|                                           | Innocente Marangon           | 43 976  | 8,84  | Azione - Italia Viva - Calenda        | 43 976  | 8,84  |
|                                           | Giorgio Burlini              | 28 964  | 5,82  | Movimento 5 Stelle                    | 28 964  | 5,82  |
|                                           | Francesca Conz               | 11 567  | 2,32  | Italexit                              | 11 567  | 2,32  |
|                                           | Lina Spinelli                | 9 329   | 1,87  | Vita                                  | 9 329   | 1,87  |
|                                           | Ampelio Pinton               | 4 832   | 0,97  | Italia Sovrana e Popolare             | 4 832   | 0,97  |
|                                           | Stefania Aquilini            | 4 459   | 0,90  | Unione Popolare                       | 4 459   | 0,90  |
|                                           | Tania Torresi                | 1 544   | 0,31  | Alternativa per l'Italia (PdF - Exit) | 1 544   | 0,31  |
| Totale                                    | Totale                       | 497 734 | 100   |                                       | 497 734 | 100   |
|                                           |                              |         |       |                                       |         |       |
| Voti non validi                           | Voti non validi              | 20 562  | 3,97  |                                       |         |       |
| Votanti                                   | Votanti                      | 518 296 | 72,50 |                                       |         |       |
| Elettori                                  | Elettori                     | 714 924 |       |                                       |         |       |